# Rhabdotorrhinus waldeni
Rhabdotorrhinus waldeni, numită local dulungan, este o specie de pasăre rinocer amenințată critic cu dispariția care este întâlnită în pădurile tropicale de pe insulele Negros și Panay din Filipine. Este strâns înrudită cu Rhabdotorrhinus leucocephalus⁠(d), dar poate fi recunoscută datorită gâtului și pielii oculare galbene la masculi și albastre la femele (atât gâtul, cât și pielea oculară sunt portocalii sau roșii la ambele sexe ale rudei sale). Numele binomial îl onorează pe ornitologul scoțian Viconte Walden. 

## Descriere
Specia prezintă dimorfism sexual, cu masculi care au un cap rufos și pielea facială galbenă, în timp ce femelele au cap negru și pielea facială albastră și cioc mai mic. 

## Habitat și comportament

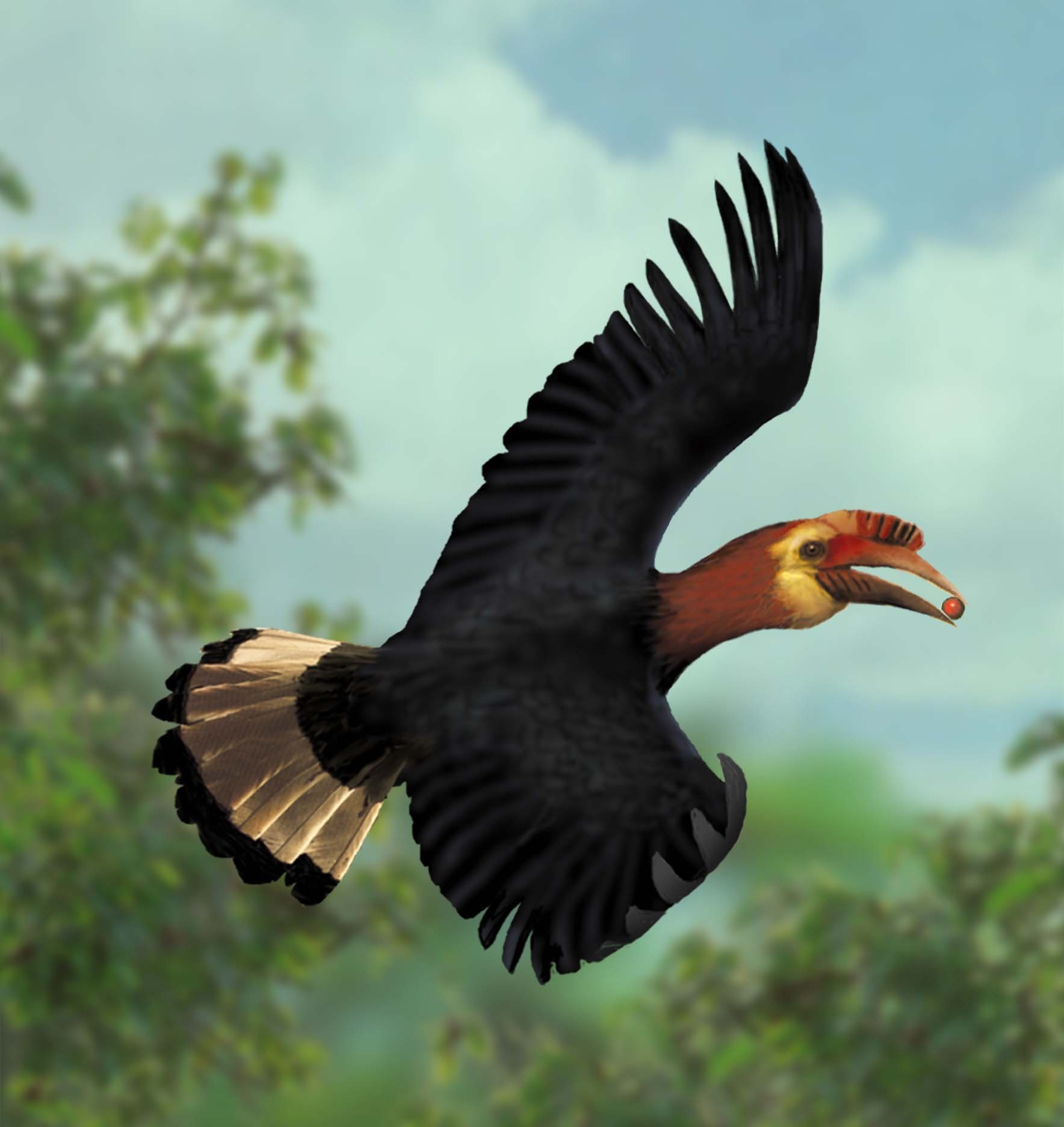
Mascul care cară un fruct mic. Ca cele mai multe alte de păsări rinocer, această specie este în principal frugivoră.

Locuiește în păduri cu baldachin închis, frecventând, de asemenea, zone cu bușteni și, ocazional, copaci izolați în poieni, la un interval altitudinal de 400 până la 1.200 m în Panay⁠(d) și 350 până la 950 m în Negros. Preferă zone abundente de pomi fructiferi pentru hrănire și copaci mari pentru cuiburi. Se știe că trăiesc în stoluri mici și zgomotoase. Cuibăresc în scorburi naturale în trunchiuri de copaci. Ca și alte păsări rinocer, se reproduc foarte încet. Deoarece lipsa locurilor de cuibărit adecvate este o problemă, în anumite rezervații sunt atașate cutii pentru cuibărit de trunchiuri de copaci. 
Specia este omnivoră, hrănindu-se uneori cu animale mici, dar mai ales cu smochine și alte fructe. Poate călători local ca răspuns la disponibilitatea alimentelor.

## Stare de conservare
Aceasta este una din cele trei specii de păsări rinocer amenințate critic cu dispariția, alături de Anthracoceros montani și Rhinoplax vigil. Se presupune că a dispărut pe Guimaras⁠(d) și acum supraviețuiește numai pe Negros și Panay. Populația totală a fost estimată la mai puțin de 160 de indivizi, deși lucrările recente din Lanțul Montan Panay Central sugerează că ar exista 600–700 de perechi. Nu există cifre recente disponibile pentru Negros, unde ar putea fi funcțional dispărută. Lista Roșie a IUCN estimează populația între 1.000 și 2.499 de indivizi maturi, cu tendință de scădere. 
Specia se reproduce foarte încet și astfel nu poate supraviețui presiunilor mari de vânătoare, cuplate cu exploatarea forestieră a pădurilor tropicale. În 2007, Negros și Panay⁠(d) mai aveau o acoperire forestieră de 3 % și 6 %, cea mai mare parte a acesteia fiind pădure de altitudine mare, unde această pasăre nu prosperă. În ciuda acoperirii forestiere deja scăzute, defrișările continuă datorită exploatării forestiere legale și ilegale, transformarea în terenuri agricole, minerit și dezvoltarea drumurilor. În Parcul Natural Peninsula Panay de Nord-Vest a fost construit un drum care îl separă de Lanțul Montan Panay Central, iar acest fapt a afectat grav populația din parc, deoarece aceste drumuri permit un acces mai ușor pentru vânători și tăietori de lemne. 
O altă amenințare uriașă este vânătoarea și capturarea pentru comerțul ilegal cu animale sălbatice. Potrivit Inițiativei Filipineze pentru Conservarea Mediului (Philincon), până la 50 % din cuiburile din Lanțul Montana Panay Central au fost afectate de braconieri care fie urcă până la cuib, fie taie copacii care au cuiburi pentru a captura puii și mama.
Datorită ratei ridicate de braconaj, Philincon a conceput un program de pază a cuiburilor, prin care localnicii sunt plătiți cu 20 USD pe lună pentru a păzi cuiburile și primesc un stimulent de 11 USD pentru fiecare generație care ajunge la maturitate cu succes. Acest program a fost eficient în reducerea ratei de braconaj la doar 5 %. Philincon păzește acum mai mult de 1.000 de cuiburi, care se crede că reprezintă cel puțin două treimi din cuiburile din Lanțul Montan Panay Central. În zonele în care copacii mari de cuibărit au fost tăiați, Philincon instalează cutii de cuibărit pentru ca păsările să se reproducă. 
Reproducerea în captivitate a avut loc cu succes prima dată la Mari-it Wildlife and Conservation Park în 2005. Începând cu 2010, au crescut indivizi. În 2019, Fundația Talarak a reușit să eclozeze pui în captivitate și în centrul de pe Negros după nouă ani de încercări.